# Henrik Shipstead
Henrik Shipstead (Kandiyohi megye, 1881. január 8. – Alexandria, 1960. június 26.) az Amerikai Egyesült Államok Minnesota államának szenátora.